# Dub v Chotěbuzi (Chotěbuzská)
Dub v Chotěbuzi je solitérní památný dub letní (Quercus robur L.), který roste u silnice na ulici Chotěbuzská u základní školy v Chotěbuzi v okrese Karviná. Geograficky se nachází na Těšínsku v Horním Slezsku v Podbeskydské pahorkatině a v Moravskoslezském kraji.

## Historie a popis
Strom je v dobrém zdravotním stavu. Podle údajů z roku 1998:
| Výška stromu:                 | 20 m                                                                                        |
| Obvod kmene ve výčetní výšce: | 3,40 m                                                                                      |
| Ochranné pásmo:               | vyhlášené jako kruh o poloměru 10× průměr kmene ve výčetní výšce, tj. v době vyhlášení 11 m |
| Datum prvního vyhlášení:      | 27. února 1998                                                                              |

## Další informace
Dub v Chotěbuzi je celoročně volně přístupný. V blízkosti se také nachází Dub v Chotěbuzi (na ulici Pod Zámkem).

## Galerie

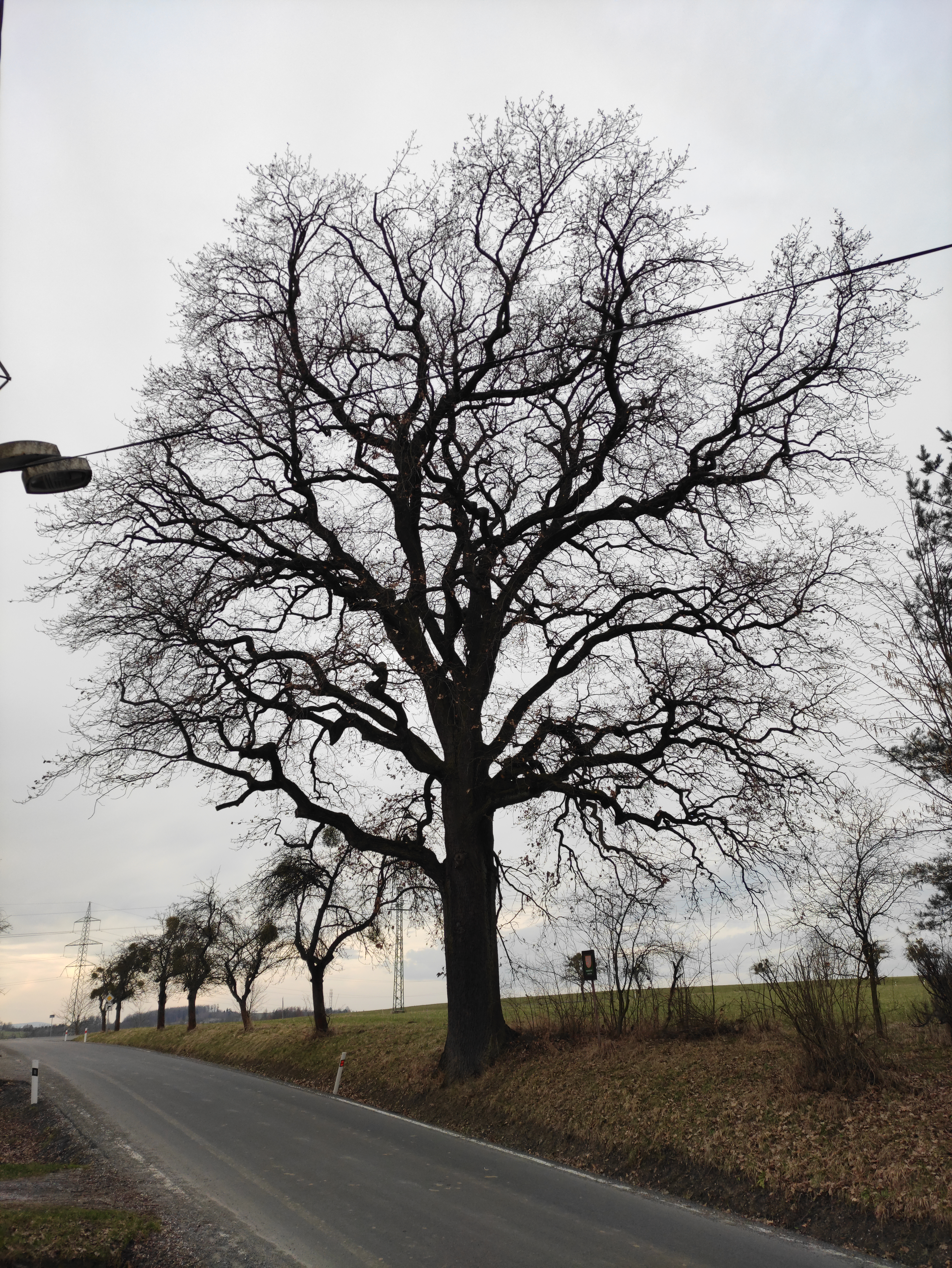